# アール (単位)
アール（are、記号：a）は非SI単位であるが、計量法上、土地の計量にのみ用いることができる面積の法定計量単位である。1アールは100 m2である。ヘクタール（ha）とは異なり、国際単位系の国際文書（第9版、2019年）においては全く認められていない。

## 概要
アールは、1879年の国際度量衡総会において、1辺が 10 メートル（1デカメートル）の正方形の面積と定義された。すなわち、1 a = 1 dam2 （平方デカメートル）= 100 m2（平方メートル）である。このアール (a) のかつての派生単位として、アールの100倍の面積を意味するヘクタール (ha) (= 104 m2) がある。
| 名称             | 単位記号 | 一辺の長さ    | m²換算    |
| ---------------- | -------- | ------------- | --------- |
| 平方メートル     | m²       | 1 m           | 1         |
| アール           | a        | 10 m, 1 dam   | 100       |
| ヘクタール       | ha       | 100 m, 1 hm   | 10 000    |
| 平方キロメートル | km²      | 1 000 m, 1 km | 1 000 000 |

漢字表記は、「安」、「亜」、「阿」などがある。

## 使用状況
歴史的にはアールは、ヘクタールとともにメートル法の面積の単位として制定されたものである。しかし、今日の国際単位系（SI）においては、平方メートル（m2）及びSI接頭語のキロによるその派生単位平方キロメートル（km2）が正規の単位である。そして、ヘクタール（ha）の方は「SI単位と併用される非SI単位（SI併用単位）」として、時間の分・時・日やリットル、トンなどと共に、使用が許容されているが、アール（a）は使用することすらできない単位である。
しかしながら、国際単位系で推奨されている平方メートルとその倍量単位の平方キロメートルとの間には100万倍もの開きがあるので、この2つだけで面積を表そうとすると実務上、大変不都合である。また、アール・ヘクタールは、平方メートルの100倍がアール、アールの100倍がヘクタール、ヘクタールの100倍が平方キロメートルであり、平方メートルと平方キロメートルとの間をうまく埋める関係になっている。
日本の計量法においては、国際単位系における扱いとは異なり、アールとヘクタールは特殊の計量である「土地の面積の計量」にのみ限定して使用することができる。これはアールが元々使われていた尺貫法による畝とほぼ等しい面積の単位であるため（1畝 = 約 0.99173554 a）、実務上好都合であるという事情もある。

## SI接頭語との関係
アールは計量法上、特殊の計量にのみ用いることができる単位と位置づけられているので、SI接頭語を付加することはできない。ヘクタール（ha）は由来的にはアール（a）に100を表す接頭語 h（ヘクト） を付加した単位であったが、現在では国際単位系でも計量法でもそのような扱いではなく、それぞれ単独の単位となっている。

## 符号位置
| 記号 | Unicode | JIS X 0213 | 文字参照          | 名称       |
| ---- | ------- | ---------- | ----------------- | ---------- |
| ㌃   | U+3303  | 1-13-38    | &#x3303; &#13059; | 全角アール |